# Металург (Алдан)
«Металург» (рос. «Металлург») — російський футбольний клуб з Алдана. Найкраще досягнення в першості Росії — 8 місце в зоні «Схід» першої ліги 1993 року. В кубку Росії вищим досягненням клубу вважається вихід у 1/16 фіналу в сезоні 1992/93, де команда програла «Океану» з Находки. Розформований у 1994 році.

## Відомі гравці
- Сергій Марусин
- Павло Филипенко